# Bartłomiej Rokicki
Bartłomiej Krzysztof Rokicki – polski ekonomista, doktor habilitowany nauk ekonomicznych, profesor na Uniwersytecie Warszawskim.

## Kariera naukowa
W 2002 roku na Uniwersytecie Warszawskim uzyskał tytuł magistra ekonomii. W 2009 roku na Wydziale Nauk Ekonomicznych tej samej uczelni uzyskał stopień doktora nauk ekonomicznych na podstawie rozprawy pt. The role of Public Spending in the Economic Development Voivodships, której promotorem był Mieczysław Socha. W tym samym roku został zatrudniony na tejże uczelni, a w 2016 roku uzyskał na jej Wydziale Nauk Ekonomicznych stopień doktora habilitowanego nauk ekonomicznych na podstawie pracy pt. Regionalne zróżnicowanie wynagrodzeń i jego determinanty – znaczenie regionalnych deflatorów cen, potencjału rynkowego i stopy bezrobocia.